# Угнасай
Угнасай (рос. Угнасай) — улус Курумканського району, Бурятії Росії. Входить до складу Сільського поселення Аргада.
Населення — 35 осіб (2015 рік).

## Люди
В улусі народився Дамдінов Микола Гармайович (1932—1999) — бурятський поет, перекладач та публіцист.